# セルゲイ・マーリン
セルゲイ・アナトリエヴィチ・マーリン（ロシア語: Сергей Анатольевич Марин、英語: Sergey Anatolyevich Marin、1959年7月20日 - ）は、ロシア連邦の外交官。2019年12月より、在札幌総領事を務めている。モスクワ州生まれで、レニングラード国立大学（現・サンクトペテルブルク国立総合大学）出身。
1985年、レニングラード国立大学を卒業。創価大学での留学経験もある。数次にわたる駐日大使館での奉職や、在シンガポール大使館、在タイ大使館における在外勤務を経て、モスクワの本省で第3アジア局日露経済協力部長。駐日大使館経済部参事官として在任中の2016年11月2日には、新潟市の朱鷺メッセで開催された「第9回日露エネルギー・環境対話イン新潟」に参加して基調講演を行っている。
2019年12月19日より在札幌総領事。総領事就任翌月の2020年1月15日、北海道根室市の歯舞漁業協同組合所属のタラ漁船「第68翔洋丸」が操業中にロシア当局に連行された。同年1月17日、鈴木直道北海道知事と道庁で初めて会談した際に、マーリン総領事は鈴木知事よりタラ漁船連行事件について「乗組員のことを大変心配している。人道的観点からも早期帰港に向けて協力をお願いしたい」との要請を受け、根室の漁師が早期に帰還できるよう「協力できることがあればしていきたい」と応じた。
2020年2月12日、マーリン総領事は就任挨拶のため函館市役所を訪問して工藤壽樹市長と会談を行い、函館の水産加工業者とロシアの水産会社の合弁事業設立や、短期滞在用の電子ビザ制度の普及による日露間の旅行者往来の活発化などについて話し合った。
2022年2月24日、ロシア軍が国際社会の批判を一顧だにせずウクライナに侵攻した。依然ウクライナで戦火が止まない4月20日、元札幌市長で市民運動家の上田文雄が総領事館を訪問してマーリン総領事と面会し、国際連合憲章33条の平和的解決義務に従いロシア軍をウクライナから即時撤退させるよう要請した。この申し入れに対してマーリン総領事は、あくまでもロシア軍はウクライナで虐殺されているロシア人を保護するため自衛的に武力介入したに過ぎないと強調した上で、巷間で取り沙汰されているロシア軍がウクライナで虐殺に加担しているとの報道はフェイクニュースであるとの見解を示し、むしろワシントン（アメリカ合衆国連邦政府）の顔色ばかり窺ってロシアとの友好関係を蔑ろにして恥じない日本政府の立場を批判した。